# Guo Qi
Dans ce nom chinois, le nom de famille, Guo, précède le nom personnel.
Guo Qi est une joueuse d'échecs chinoise née le 27 janvier 1995 dans la province du Jiangsu. Elle a obtenu les titres de grand maître international féminin en 2011, de maître international (mixte) en 2014, de championne du monde junior en 2012. Elle a remporté le championnat de Chine d'échecs féminin en 2016 et en 2023. Elle a participé deux fois au championnat du monde d'échecs féminin (en 2012 et 2015) et fut à chaque fois éliminée au premier tour.
Au 1er janvier 2025, elle est la neuvième joueuse chinoise et la 67e joueuse mondiale avec un classement Elo de 2 377.

## Compétitions par équipe
Guo Qi a représenté la Chine lors:
- du championnat du monde d'échecs par équipe féminine de 2013 (médaille d'argent par équipe et médaille d'argent individuelle au quatrième échiquier),
- de l'Olympiade d'échecs de 2014 (médaille d'argent par équipe et médaille d'argent individuelle à l'échiquier de réserve)
- de l'Olympiade d'échecs de 2016 (médaille d'or par équipe et médaille d'or individuelle à l'échiquier de réserve)[4].
- de l'Olympiade d'échecs de 2024 (au troisième échiquier)[5].